# Rayleigh (Einheit)
Das Rayleigh (Einheitenzeichen: R), benannt nach dem britischen Physiker Robert Strutt, 4. Baron Rayleigh, ist eine Maßeinheit für die Intensität der Emissionsraten an Photonen des Nachthimmellichts (Luftleuchten):
{\displaystyle 1\,\mathrm {R=10^{10}\,{\frac {Photonen}{m^{2}\cdot s}}=10^{6}\,{\frac {Photonen}{cm^{2}\cdot s}}} },
d. h. bei einer Intensität von 1 R werden in einer Luftsäule mit dem Querschnitt 1 m2, die bis „ins Unendliche“ (in den Weltraum) reicht, pro Sekunde 1010 Photonen emittiert.
Das Rayleigh sollte nicht mit der CGS-Einheit Rayl der spezifischen Schallkennimpedanz verwechselt werden, die nach Robert Strutts Vater, John Strutt, 3. Baron Rayleigh benannt ist.